# Joseph Triebensee

Joseph Triebensee, Lithographie, vermutlich von Anton Gareis, um 1820

Joseph Triebensee (* 21. November 1772 in Wittingau, Böhmen; † 22. April 1846 in Prag) war ein österreichischer Oboist und Komponist.

## Leben
Triebensee kam bereits als junger Mann nach Wien und wirkte am 30. September 1791 als 2. Oboist bei der Uraufführung von Mozarts Oper Die Zauberflöte mit. 1793/94 gehörte er zum Orchester des Kärntnertor-Theaters. Von 1794 bis 1808 leitete er die achtköpfige „Harmoniemusik“ des Fürsten Alois I. Liechtenstein. Während dieser Zeit, am 2. April 1798, gehörte er zu den Mitwirkenden einer Aufführung von Beethovens Quintett op. 16 für Klavier und Bläser, bei der Beethoven selbst den Klavierpart spielte. 
Von 1811 bis 1816 war Triebensee Theaterkapellmeister in Brünn und 1816 bis 1838 als Nachfolger von Carl Maria von Weber Kapellmeister am Ständetheater in Prag. Von 1816 bis 1819 war er auch Gesangslehrer am Prager Konservatorium.
Er war mit Johann Nepomuk Wendts Tochter Maximiliane verheiratet.

## Werke (Auswahl)
- 1798: Die Liebe macht kurzen Prozess oder Heirat auf gewisse Art, Oper
- 1798: Jägerfreude. Eine kleine Kantate in zwey Abtheilungen, gewidmet Fürst Alois von Liechtenstein
- 1799: Der rote Geist im Donnergebirge, Oper, zweiter Akt von Ignaz von Seyfried
- 1820: Die wilde Jagd, Oper, März 1820 Prag, Ständetheater
- 1821: Die Ehemänner nach der Mode, Oper
- 1824: Telemach auf der Insel Ogyga, Oper, Jan. 1824 Prag, Ständetheater